# Copenhagen Masters 2001
Das Copenhagen Masters 2001 im Badminton war die 9. Auflage dieser Turnierserie. Es fand am letzten Dezemberwochenende 2001 in Kopenhagen statt. Das Preisgeld betrug 50.000 US-Dollar.

## Finalergebnisse
| Disziplin    | Sieger                       | Finalist                   | Ergebnis      |
| ------------ | ---------------------------- | -------------------------- | ------------- |
| Herreneinzel | Peter Gade                   | Wong Choong Hann           | 7-5, 7-3, 8-6 |
| Dameneinzel  | Camilla Martin               | Zhang Ning                 | 7-2, 7-0, 7-2 |
| Herrendoppel | Sigit Budiarto Candra Wijaya | Jim Laugesen Jesper Larsen | 9-2, 9-3, 9-4 |